# Batalla de Werbach
La batalla de Werbach tuvo lugar durante la guerra austro-prusiana como parte de la Campaña del Meno el 24 de julio de 1866 entre una alianza prusiana y el Ejército Federal Alemán.

## Historia
Después de su marcha sobre Frankfurt (16 de julio), el comandante prusiano del Ejército del Meno, Eduard Vogel von Falckenstein, fue retirado y reemplazado por Edwin von Manteuffel. El Ejército prusiano también fue incrementado hasta los 60.000 hombres. A partir del 21 de julio los prusianos marcharon de Frankfurt hacia Wurzburgo para impedir la unificación del Ejército Federal. Después de cruzar el Odenwald, hubo una serie de batallas con unidades de Baden, Hesse y Wurtemberg del VIII Cuerpo del Ejército Federal en el Tauber hasta el 24 de julio.
El VII Cuerpo de Ejército del Ejército Federal estaba formado por el Ejército bávaro. Este cuerpo bajo las órdenes del Príncipe Carlos de Baviera se encontraba en la región de Wurzburgo. Carlos de Baviera también era el comandante en jefe de las tropas federales en el sur de Alemania y el objetivo era conducir los dos cuerpos federales a la batalla contra el Ejército del Meno prusiano.

## Participantes
En el área de Werbach se encontraron el 24 de julio de 1866 (tres semanas después de la decisiva batalla de Königgrätz) la 13.ª división prusiana con la Brigada de Oldenburgo-Hanseática bajo el mando del Mayor General Ludwig von Weltzien, con la división de Baden a las órdenes del Príncipe Guillermo de Baden.
El 8º Cuerpo Federal, consistente de cuatro divisiones bajo el mando de Alejandro de Hesse-Darmstadt, estaba dividida entre los siguientes lugares el 24 de julio:
- La división de Wurtemberg cerca de Tauberbischofsheim bajo las órdenes del Teniente General Oskar von Hardegg
- La división de Baden cerca de Werbach bajo las órdenes del Teniente General Príncipe Guillermo de Baden
- La división de Hesse-Darmstadt cerca de Großrinderfeld bajo las órdenes del Teniente General von Perglas
- la división de Austria-Nassau cerca de Grünsfeld-Paimar bajo las órdenes del Teniente Mariscal de Campo Erwin von Neipperg

El Ejército del Meno prusiano consistía de tres divisiones a las órdenes de Edwin von Manteuffel
- 13.ª División de Infantería a las órdenes del Teniente General August Karl von Goeben que avanzaría sobre Tauberbischofsheim y Werbach
- La división combinada a las órdenes del Mayor General Gustav Friedrich von Beyer que avanzaría sobre Werbach
- La división combinada a las órdenes del Mayor General Eduard Moritz von Flies que avanzaría sobre Wertheim

El Orden de Batalla de los participantes en una representación contemporánea:

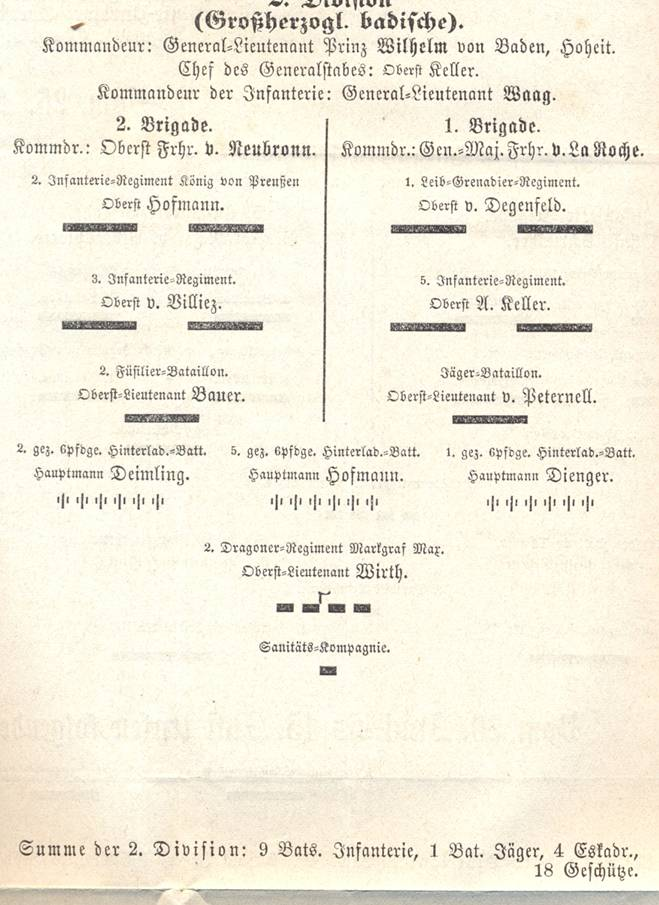
2ª División del VIII Cuerpo de Ejército Federal, 1866
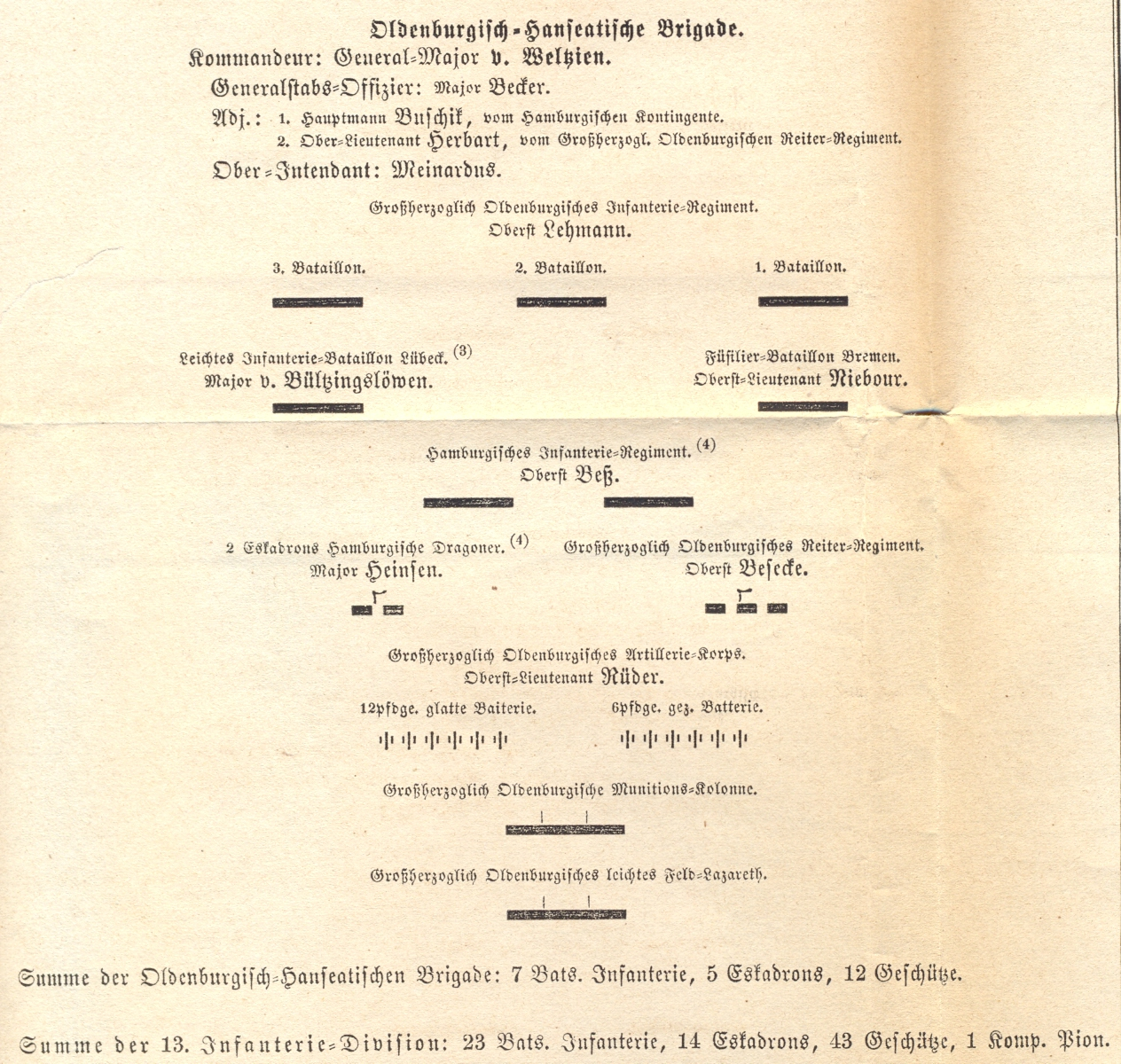
Brigada Oldenburgo-Hanseática de Weltzien de la 13ª División de Infantería del Ejército del Meno prusiano en 1866
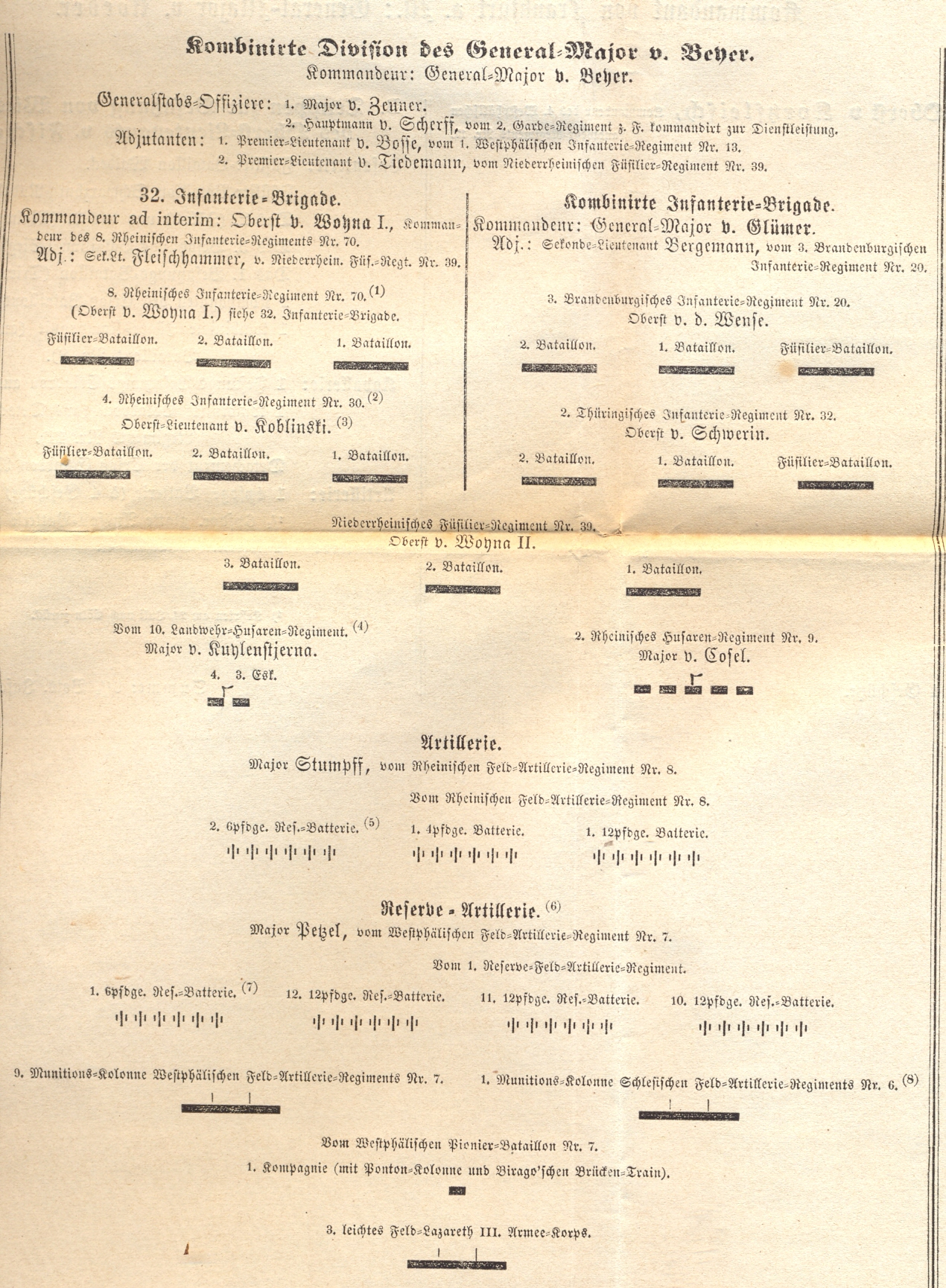
División combinada de Beyer del Ejército del Meno prusiano en 1866

## Acontecimientos en el Tauber

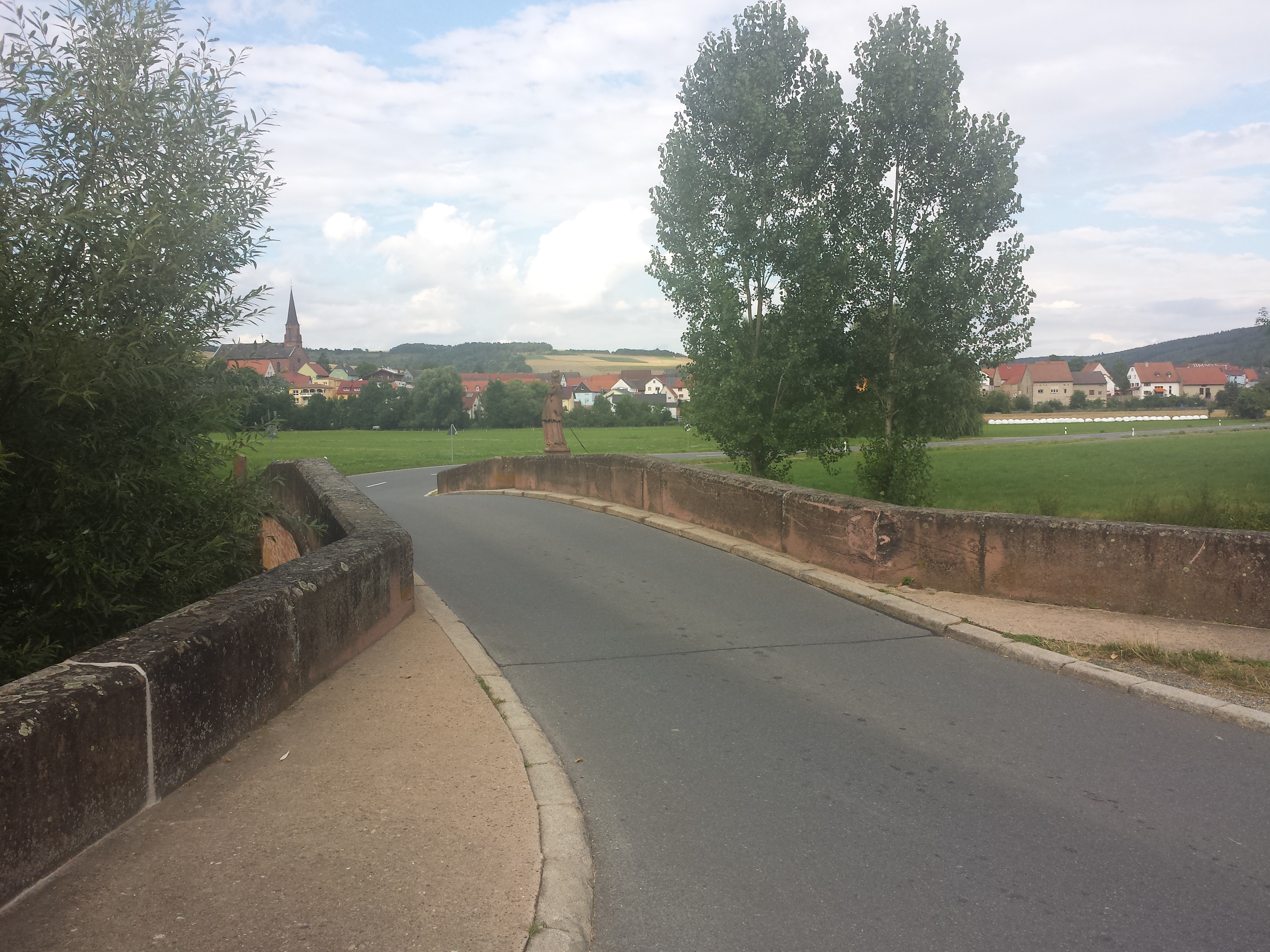
Puente sobre el Tauber, donde tuvo lugar la lucha en 1866.

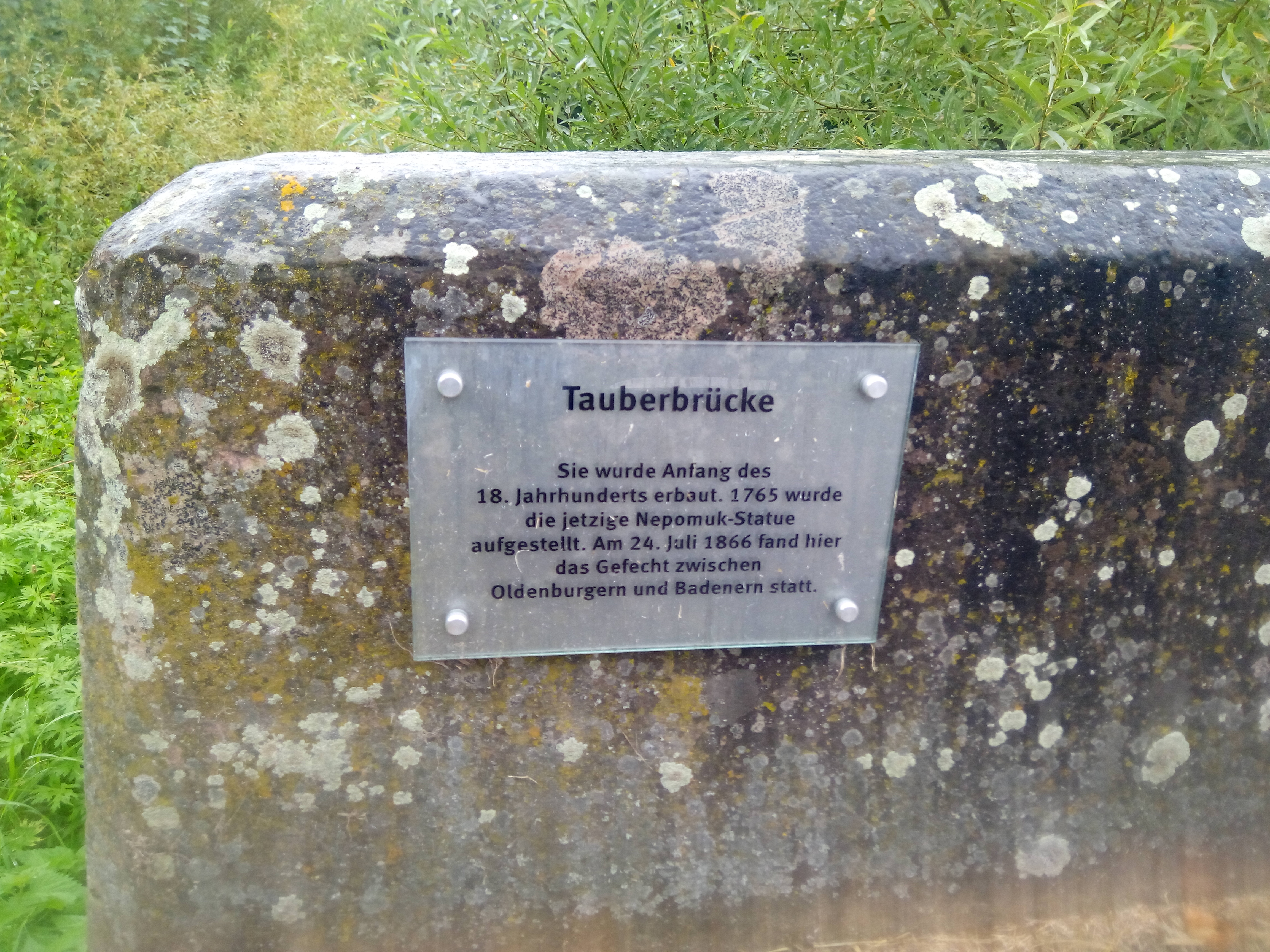
Lugar de la lucha en 2016 en Werbach sobre el puente del Tauber

Los prusianos avanzaron sobre tres lugares en el Tauber: la división de Goeben en el ala derecha a Tauberbischofsheim, la división de Beyer en el centro hacia Werbach y la división de Flies en al ala izquierda sobre Wertheim. En el Tauber, los prusianos se encontraron por primera vez con el VIII Cuerpo, que todavía planeaba marchar hacia Aschaffenburg. El 23 de julio, hubo una primera batalla cerca de Hundheim, pero el comandante del VIII Cuerpo, el Príncipe Alejandro de Hesse, se dio cuenta demasiado tarde de que se enfrentaba a la totalidad del Ejército del Meno. Poco después la Brigada Oldenburgo llegó en frente a Hochhausen, la vanguardia de la 13.ª División de Infantería prusiana a las órdenes de August Karl von Goeben alcanzó a la Brigada Wrangel cerca de Bischofsheim y empezó el 24 de julio la batalla cerca de Tauberbischofsheim con la división de Wurtemberg del VIII Cuerpo de Ejército a las órdenes del Teniente General Oskar von Hardegg.
La división combinada prusiana de Flies cruzó el Tauber cerca de Wertheim sin encontrar resistencia. El Príncipe Alejandro asumió que esta transición sería cubierta por el cuerpo de ejército bávaro.

## La batalla
La división de Baden permanecía el 24 de julio al mediodía entre Werbach y Werbachhausen en la margen derecha del Tauber y también controlaba el cruce del Tauber en Hochhausen, donde 2 compañías del 2º regimiento fueron localizadas. El 3º regimiento estaba en la propia Werbach. La 2ª Brigada de Infantería de la División de Baden fue desplegada con cinco batallones y dos destacamentos de artillería, un total de unos 5000 hombres.
A las 12.30 p. m. la Brigada Oldenburgo-Hanseática a las órdenes del Mayor General Ludwig von Weltzien alcanzó las alturas al suroeste de Hochhausen. Después de batallas de artillería cerca de Hochhausen y Werbach, el ataque de infantería con 3 batallones de la Brigada Oldenburgo-Hanseática se inició en Hochhausen a las 3 p. m. La Brigada Oldenburgo tenía tres batallones de infantería de Oldenburgo y uno de Bremen, así como dos divisiones de artillería. La brigada recibió el apoyo del batallón de fusileros del 8º Regimiento de Infantería Renano No. 70 y otras dos divisiones de artillería de la división combinada de Beyer, de tal modo que fueron desplegados unos 5000 hombres.
La vanguardia de la división de Beyer también intervino en la batalla con el batallón de fusileros del 8º Regimiento de Infantería Renano No. 70 y una división de artillería. Las tropas de Baden evacuaron Hochhausen sin ninguna resistencia digna de mención. A las 4 p. m. se inició el ataque de infantería en Werbach, donde las tropas de Baden ofrecieron una fuerte resistencia, aunque en último término tuvieron que retirarse al valle de Welzbach. Una batería de Wurtemberg cerca de Impfingen inició fuego sobre Hochhausen, pero pronto fue expulsada de su posición. La división de Baden se retiró a Unteraltertheim en Baviera, y la retagurdia permaneció en Steinbach de tal modo que el Ejército de Baden fue expulsado del Gran Ducado de Baden.

## Consecuencias
El Príncipe Alejandro, comandante en jefe del VIII Cuerpo de Ejército, vio su flanco derecho amenazado por la retirada de la división de Baden y envió a la división de Hesse desde Großrinderfeld a Wenkheim el 24 de julio.
El VIII Cuerpo Federal se unificó con el VII Cuerpo de Ejército avanzando desde Wurzburgo con las tropas bávaras. El 3 de agosto de 1866 fue acordado un armisticio entre Baden y Prusia en Wurzburgo. Baviera ya había acordado un armisticio el 28 de julio, y Wurtemberg y Hesse el 1 de agosto.

## Monumentos

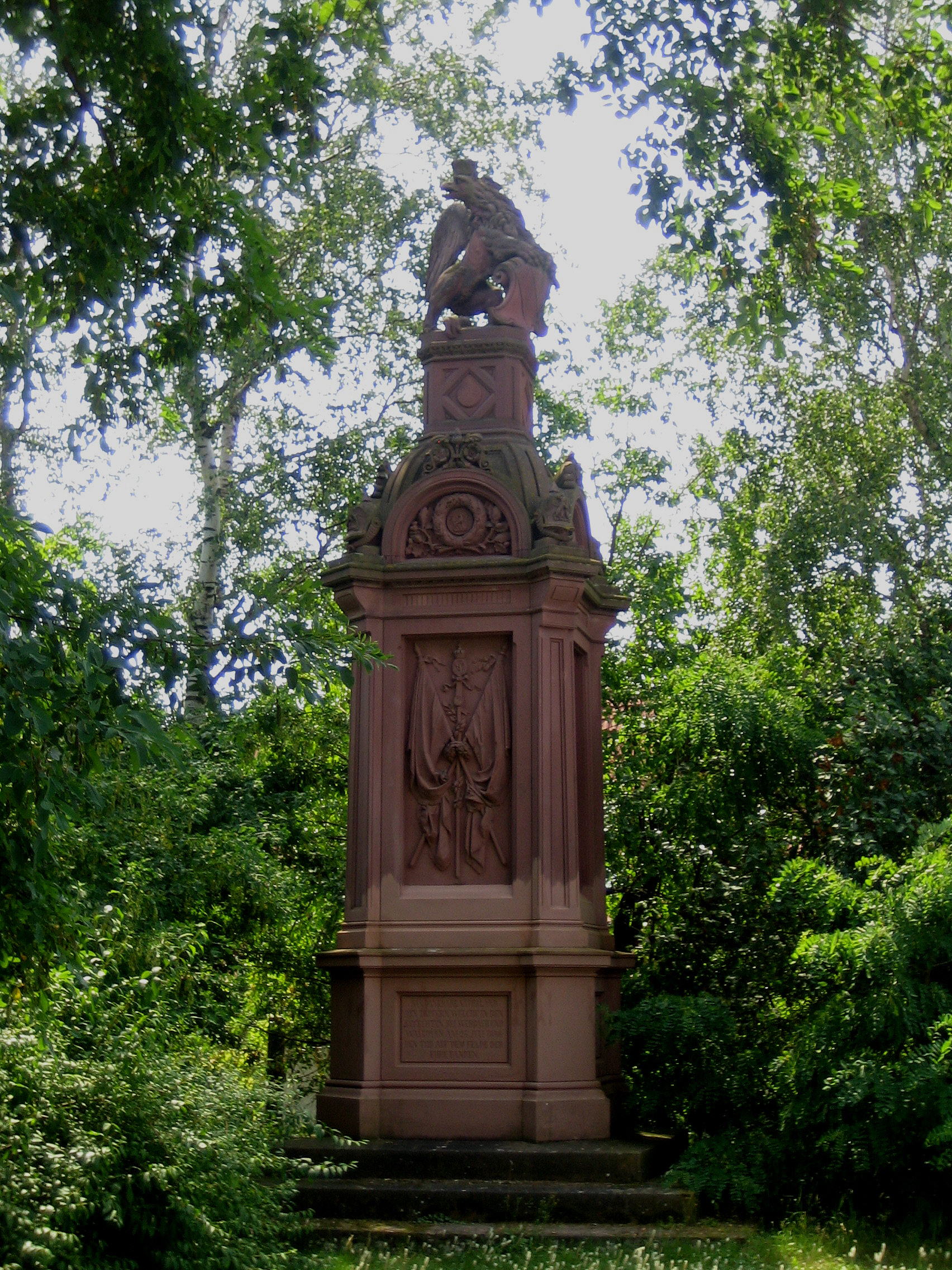
Memorial a los soldados de Baden que cayeron en 1866 en Werbach
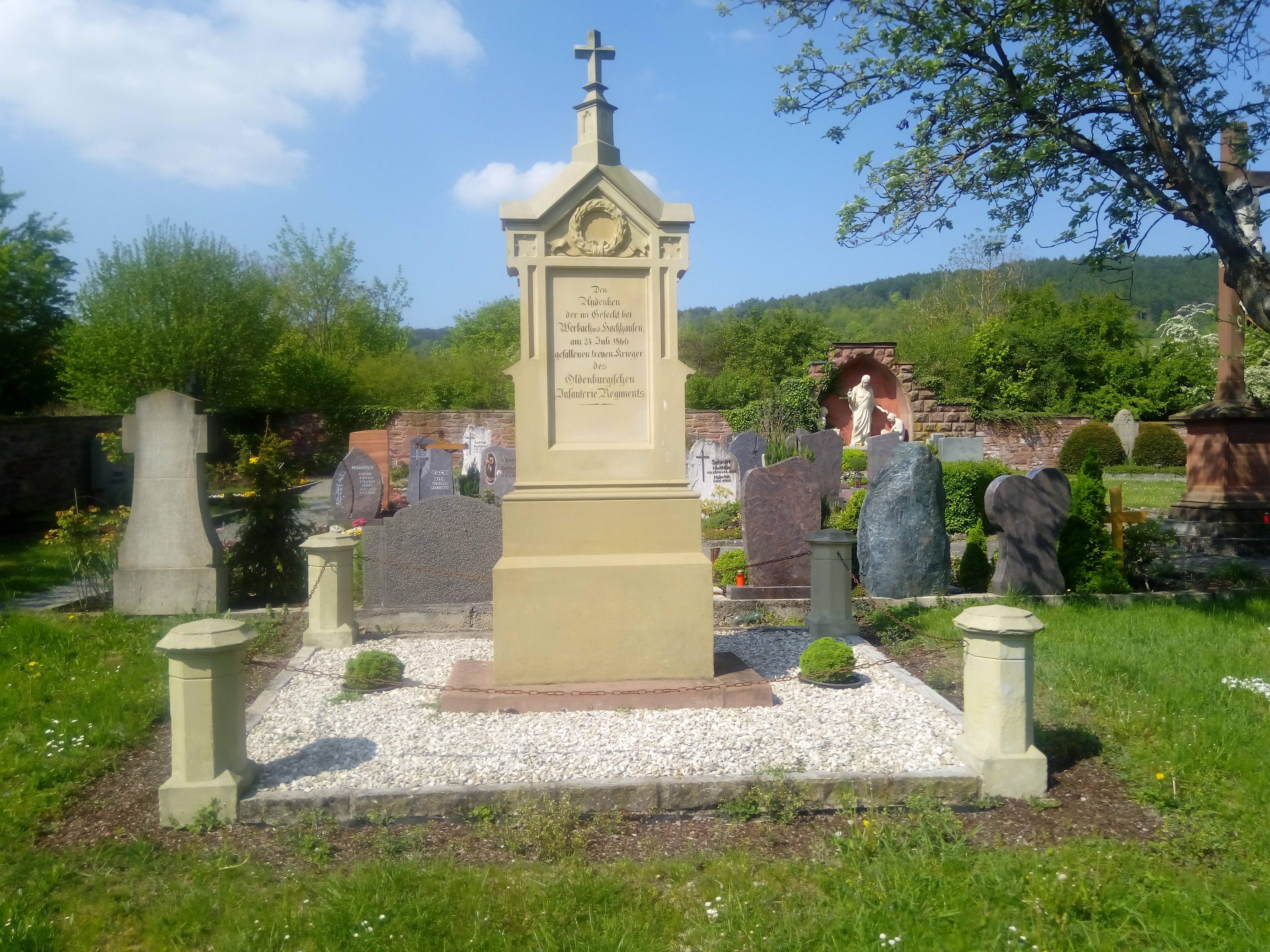
Memorial por los soldados caídos del regimiento Oldenburgo en el cementerio de Hochhausen
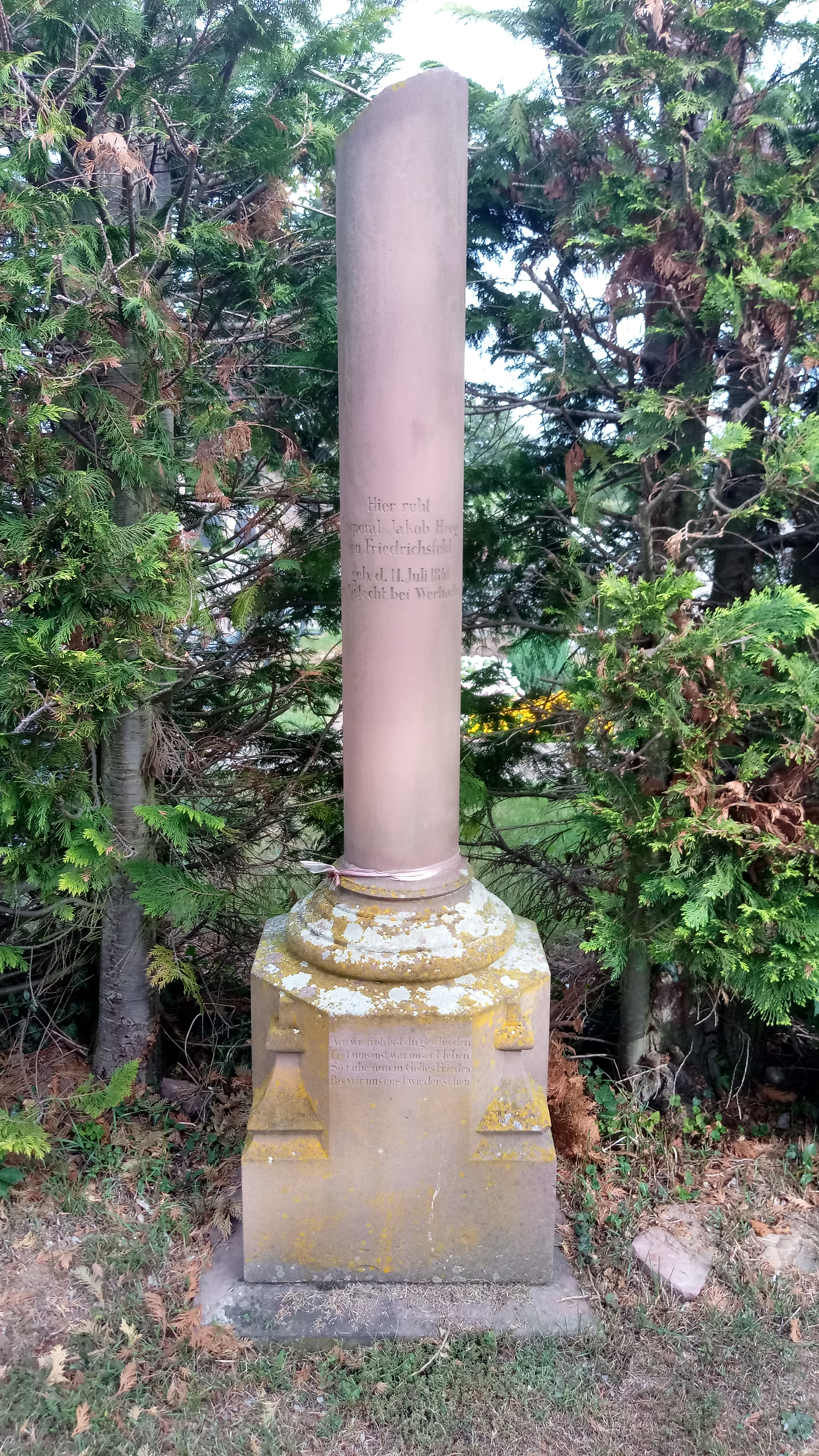
Tumba por el caporal de Baden Jakob Heeg en el cementerio en Werbach